# Édouard Bossi
 (décembre 2010).
Si vous disposez d'ouvrages ou d'articles de référence ou si vous connaissez des sites web de qualité traitant du thème abordé ici, merci de compléter l'article en donnant les références utiles à sa vérifiabilité et en les liant à la section « Notes et références ».
Édouard Bossi, né à Genève le 5 décembre 1829 et mort à Messery le 13 juillet 1905, est un ingénieur qui a participé à de nombreux grands travaux dont le tunnel du Gothard. Il est chevalier des saints Maurice et Lazare (Italie).

## Biographie
Fils de Benigno Girolamo Bossi, marquis de Musso, et de Adeline Suzanne Bertrand son épouse, Édouard Raphaël, né à Genève est ancien élève de l'École centrale Paris, promotion 1853. 
Dans sa prime jeunesse, Édouard Bossi s'engage comme volontaire en Lombardie lors de la guerre d'indépendance de 1848-1849.
On le retrouve, de 1862 à 1872, comme directeur de la filature de chanvre dite de Saint-Martin-lès-Riom située au lieu-dit de Saint-Martin   sur la commune de Mozac. Il est élu maire de cette commune d'Auvergne du 13 mai 1871 au 9 mars 1874.
La peur de voir le trafic ferroviaire éviter la Suisse en passant soit par le Brenner autrichien ou le Mont-Cenis français va stimuler les autorités. La naissance de la Suisse moderne va accélérer le processus. Des partenaires allemands et italiens sont approchés pour signer le controversé Traité du Gothard en 1871.
Les travaux du percement du tunnel du Gothard débutent en 1872 sous la direction de l’entrepreneur Louis Favre. Dès 1872, Bossi est ingénieur en chef pour le côté sud de l'ouvrage (Airolo). Difficultés financières des chemins de fer du Gothard et estimations erronées des ressources en eau dans le cahier des charges, imprévus géologiques, révoltes des ouvriers, rien n’arrêtera la progression du travail. La mort de Louis Favre, victime d’une rupture d’anévrisme dans le tunnel le 19 juillet 1879, sera vite palliée par l’arrivée à la direction de l'entreprise du l'ingénieur français Édouard Bossi. 
Après le décès de Louis Favre le 19 juillet 1879, il est avec l'ingénieur Ernest von Stockalper et l'avocat Louis Rambert au comité de direction de l'Entreprise du grand tunnel du Gothard et prend la direction générale.
« Dix coups de mine se succédèrent. Au dixième coup, à onze heures un quart, le 29 février 1880, le trou de sonde de la veille était élargi au diamètre de 1,5 m. Un homme pouvait y passer. Le premier qui y passa fut M. Arnaud conducteur des travaux depuis Goeschenen. Peu après, arriva d’Airolo le directeur de l’entreprise M. Bossi qui franchit l’ouverture en sens contraire (p. 331) » . Les ouvriers venus du nord rejoignent donc ceux du sud ce 29 février 1880. Deux ans plus tard, la ligne peut être mise en service. Durant les dix ans de travaux, plus de 20 000 ouvriers ont œuvré sur le chantier, 307 y ont laissé leur vie.
Bossi se retrouve aussi comme ingénieur en chef appelé après 1883 lors des travaux difficiles du port de la pointe des Galets à la Réunion. La compagnie du Port et du Chemin de fer rencontre à partir de 1883 de graves difficultés lors des travaux commencés en 1878, difficultés liées à la découverte d'un banc rocheux constituant un mur d'une trentaine de mètres d'épaisseur enchâssé dans un terrain très dur et traversant l'avant port de part en part.
Par la suite, il fournit des prestations d'ingénieur en Grèce lors du percement de l'isthme de Corinthe. En fin de mandat, il fut alors choisi par Gustave Eiffel, comme directeur de l’entreprise des écluses du canal de Panama et resta dans l’isthme de décembre 1887 à août 1889. Il avait de l’avis de ses chefs, organisé de façon la plus remarquable les chantiers des huit écluses à grande dénivellation dont l’exécution avait été confiée à l’entreprise G. Eiffel. Grâce à son énergie, à son activité, ce vaste et difficile travail était sur la voie d’une complète réussite lorsque, par suite des difficultés financières de la Compagnie du Canal, les travaux durent être arrêtés.
Après la banqueroute  de la Compagnie Universelle du Canal de Panama, E. Bossi dut donc procéder à la liquidation de l’entreprise des écluses, il put revendre les locomotives Cail  utilisées sur le chantier à la FCPR (Compañía dos Ferrocarriles de Puerto-Rico), compagnie pour laquelle la Société d’entreprises et de Constructions des Colonies Espagnoles agissait comme contracteur pour la construction d’un chemin de fer. Ce qui permit à Bossi de participer aux travaux de construction de la ligne de chemin de fer à voie métrique San Juan - Ponce à Porto-Rico. 
Célibataire, il termine ses jours près de Genève à l'âge de 75 ans dans sa maison proche du lac Léman à Messery (Haute-Savoie).